# Stadsarchief Amsterdam
Het Stadsarchief Amsterdam, voorheen gemeentearchief Amsterdam, beheert archiefmateriaal met betrekking tot de geschiedenis van Amsterdam en de Amsterdammers. Behalve het archief van de gemeente zelf, worden er vele andere archieven beheerd, zoals van verschillende kerken en ziekenhuizen, maar ook van verenigingen en bedrijven in Amsterdam. Het archief was van 1914 tot 2007 gevestigd in het voormalige Raadhuis van Nieuwer-Amstel aan de Amsteldijk 67. Van 1888 tot 1914 was het archief gevestigd in de Waag op de Nieuwmarkt.
Tussen april en augustus 2007 verhuisde het gemeentearchief naar het gebouw De Bazel aan de Vijzelstraat 32 en was gedurende die tijd gesloten. Het was de grootste verhuizing ooit binnen Amsterdam: 40 strekkende kilometer aan archiefstukken werden verhuisd. Na verhuizing heeft het archief tevens een nieuwe naam gekregen: Stadsarchief Amsterdam. Sinds 7 augustus 2007 is het voor publiek geopend. Ook Bureau Monumenten & Archeologie (bMA) van de gemeente Amsterdam is naar dit gebouw verhuisd. Op 12 september 2007 vond de officiële opening plaats door koningin Beatrix.
Het Stadsarchief is het historisch documentatiecentrum van de stad Amsterdam met 50 kilometer archieven, een historisch-topografische collectie met miljoenen kaarten, tekeningen, en prenten, een bibliotheek en omvangrijke geluids-, film- en fotoarchieven. In de schatkamer van het archief zijn meer dan 300 topstukken te bekijken. In de filmzaal zijn in een Cineac-formule historische films over Amsterdam te zien. In de expositiezaal zijn regelmatig wisselende tentoonstellingen te bezichtigen.

## Belangrijke stukken van de archiefdienst
- Tolprivilege van Amsterdam.[3]

## Depotlocaties
Omdat het archiefdepot in gebouw De Bazel uit zijn voegen barstte is in 2019 aan de Tt. Vasumweg in Amsterdam-Noord een nieuw depot gebouwd om meer opslagruimte te krijgen. In 2019 is er 25 kilometer aan archiefmateriaal naar de nieuwe locatie verhuisd. Het betreft archieven van na 1811. De oudere archieven, alsmede affiches, prenten, tekeningen, foto’s en bewegende beelden blijven opgeslagen in het Gebouw De Bazel. Ook de publieksfuncties blijven daar. In het gebouw De Bazel is ruimte voor 48 kilometer archief en in het Archiefdepot Noord voor 45 kilometer archief.
Sinds 2000 is veel archiefmateriaal gedigitaliseerd. Op de website van het Stadsarchief is veel te vinden. Ook zijn er meer dan 440.000 foto's en tekeningen met betrekking tot Amsterdam te vinden op de Beeldbank Amsterdam. Ook buiten de openingsuren van het archief is een groot deel van het archiefmateriaal online te raadplegen. 
Via de website velehanden.nl werkt het Stadsarchief sinds 2016, in het project Alle Amsterdamse Akten, samen met verschillende vrijwilligers aan het digitaliseren en doorzoekbaar maken van alle notariële akten die bij Amsterdamse notarissen sinds 1578 zijn gepasseerd. 